# Casinos (kommun)
Casinos är en kommun i Spanien.   Den ligger i provinsen Província de València och regionen Valencia, i den östra delen av landet, 270 km öster om huvudstaden Madrid. Antalet invånare är 2 864. Arean är 42 kvadratkilometer. Casinos gränsar till Llíria och Villar del Arzobispo. 
Terrängen i Casinos är huvudsakligen platt, men norrut är den kuperad.